# Greenland, Denmark in the Arctic
Et nyt Grønland er en dansk propagandafilm fra 1954, der er instrueret af Erik Ole Olsen.

## Handling
Under polarcirklen ligger et stykke arktisk Danmark, hvor 25.000 mennesker i barsk og storslået natur kæmper en hård kamp for eksistensen. Den grønlandske befolknings hovederhverv er skiftet fra sælfangst til torskefiskeri. Det har været en hård overgang, men den var nødvendig. Den danske stats indsats har været en stor hjælp for Grønland på dets vej mod moderne samfundsformer. Der er stadig store problemer at løse, men grundlaget for deres løsning vil fortsat være det nære samarbejde mellem Grønland selv og det øvrige Danmark.